# Chango Spasiuk
Horacio Eugenio Spasiuk (né le 23 septembre 1968 à Apóstoles), connu comme Chango Spasiuk, est un compositeur et un accordéoniste argentin, spécialiste de chamamé.